# Meta Knight
Meta Knight (メタナイト, Meta Naito) de Nintendo (Meta Caballero, en Hispanoamérica en Kirby: Right Back at Ya!), de la serie Kirby,  es un enemigo enigmático de videojuego, siempre lleva consigo un código de honor y usualmente le ofrece una espada a Kirby  antes de combatir contra él. Él en realidad no es malvado. Meta Knight y Kirby no tienen nada en común, según se explica en la serie animada, pero resguardan los mismos dotes de donde vinieron (del espacio exterior). 
Él usa una poderosa espada llamada Galaxia, que puede crear pequeños tornados, un capote azul que dobla como sistema de alas y una máscara de plata azulada. En algunos juegos su máscara se rompe (derrotándolo), revelando que él se parece a Kirby, salvo que su cuerpo es azul y que sus ojos son amarillos, no azules.

## Historia

### En los videojuegos
Meta Knight es a menudo un jefe y ayuda generalmente a Kirby, a excepción del capítulo 5 de Kirby Super Star, "Meta Knight's Revenge", donde él procura asumir el control de Dreamland junto con sus soldados en su nave llamada Halberd, con la intención de terminar con el estilo de vida "perezoso" del mismo sitio (se da a entender que es por la manera misma que Rey Dedede). A menos que se trate de una fase de jefe, Meta Knight aparecerá invocando para que luchen por él a los Meta Knights, guerreros que sirven a Meta Knight que se les caracteriza por usar cada uno ellos una arma diferente que les da nombre a ellos mismos (por ejemplo, Axe Knight es el que lleva una hacha). En su primera aparición, que fue en Kirby's Adventure para NES, lucha contra Kirby para impedir que este último se apoderara del pedazo de la Varita Estelar (Star Rod) que guardaba lejos de las manos de Nightmare. [1] Él ayuda a derrotar a la mente siniestra en Kirby & the Amazing Mirror por darle a Kirby su espada maestra. [5] En Kirby: Squeak Squad, él trata de guardar un cofre peligroso de las manos de Kirby. [6] Meta Knight aparece en Super Smash bros. Melee como un trofeo [7] y también llega a aparecer como personaje jugable en Super Smash Bros. Brawl, donde él utiliza su propia arma. Meta Knight es considerado con frecuencia el mejor personaje de Super Smash Bros. Brawl, por la cantidad de torneos oficiales que se han ganado con este personaje. No obstante, algunos jugadores desmienten que haya personajes más fuertes que otros, e indican que Meta Knight es del mismo nivel que el resto. [4]
Meta Knight vuelve a apercer en otro juego llamado Kirby's Epic Yarn junto con su famosa
nave Hal Abarda. En este juego Meta Knight es emboscado por Zur-Zir, enviándolo a este al Reino de las telas. Aparece como un enemigo en el mundo 8 (Cosmolandia), fue poseído por Zur-Zir para detenerle el camino a Kirby, pero después de haber sido derrotado vuelve a la normalidad y se disculpa con Kirby, volviendo después con Kirby, Ilván y el Rey Dedede a Dream Land. Aparece como  personaje jugable en Super Smash Bros. Brawl, Super Smash Bros. para Nintendo 3DS y Wii U.en Super Smash Bros. Ultimate es personaje desbloquable. Su mayor enemigo es Galacta Knight, en el que ambos se enfrentan en juegos como Kirby Super Star Ultra, Kirby Planet Robobot o en Kirby's Return to Dreamland.

### En el anime
Meta Knight esta también como un personaje regular en las series anime de Hoshi no Kirby. Él es revelado como un miembro de la Armada de Soldados de la Galaxia, la misma que luchó contra los ejércitos de Nightmare, el enemigo más peligroso, él terminará siendo uno de los dos supervivientes junto a otro miembro que vive en una isla. Como en muchos juegos, el trabaja para el Rey Dedede, rey presumido de Dreamland, pero es un leal aliado de Kirby y permanece solamente con el rey para observar de cerca sus planes y esquemas. Él maneja una espada de oro claveteada, llamada Galaxia que tiene cierta significado al diagrama de las demostraciones. Él actúa como maestro de Kirby, entrenándole o defendiéndolo algunas veces, cuando está necesitado, pero sobre todo él quisiera que Kirby aprendiera para que puedan derrotar a Nightmare.
Meta Knight tiene dos compañeros llamados Sword Knight y Blade Knight, Meta Knight les salvo la vida, ganándose el respeto de ellos.